# Specjalny Przedstawiciel Sekretarza Generalnego ONZ w Kosowie
Specjalny Przedstawiciel Sekretarza Generalnego ONZ w Kosowie (ang. Special Representative of the Secretary-General for Kosovo, SRSG), stanowisko utworzone na mocy rezolucji nr 1244 Rady Bezpieczeństwa ONZ. Specjalny Przedstawiciel jest mianowany przez Sekretarza Generalnego ONZ oraz przewodzi Tymczasowej Misji Administracyjnej NZ w Kosowie (UNMIK) ( United Nations Interim Administration Mission in Kosovo).

## Lista Specjalnych Przedstawicieli Sekretarza Generalnego ONZ[2]
- Sérgio Vieira de Mello (Brazylia) (1999)
- Bernard Kouchner (Francja) (1999–2001)
- Hans Hækkerup (Dania) (2001)
- Charles H. Brayshaw (p.o., 2002)
- Michael Steiner (Niemcy) (2002–2003)
- Charles H. Brayshaw (p.o., 2003)
- Harri Holkeri (Finlandia) (2003–2004)
- Charles H. Brayshaw (p.o., 2004)
- Søren Jessen-Petersen (Dania) (2004–2006)
- Joachim Rücker (Niemcy) (2006–2008)
- Lamberto Zannier (Włochy) (2008–2011)
- Robert E. Sorenson (p.o., 2011)
- Farid Zarif (Afganistan) (2011–2015)
- Simona-Mirela Miculescu (p.o., 2015)
- Zahir Tanin (Afganistan) (2015–2021)
- Barrie Freeman (p.o., 2021–2022)
- Caroline Ziadeh (od 2022)